# حسن بصري جانطاي
حسن بصري جانطاي (بالتركية: Hasan Basri Çantay)‏ (1887 - 1964 م) هو سياسي وكاتب تركي.
من مواليد باليكسير. عين مدرسا في مسقط رأسه بعد إكمال دراسته. كان من أنصار حزب الاتحاد والترقي. رشح نائبا للبرلمان عن ولايته إبان إنشاء الجمهورية. له مؤلفات منها: أشعار والدي، تفاسير الأحاديث، ترجمة ديوان لغة الترك، إلا أن أشهر تصانيفه هو تفسير للقرآن باللغة التركية عنوانه القرآن الحكيم والمآل الكريم، وفيه يظهر تعصبا للقومية التركية ويذكر مفاخر الأتراك مستندا على آراء المستشرقين.